# Louise Jacobs (Schriftstellerin)
Louise Sophie Jacobs  (* 9. September 1982 in Zürich) ist eine Schweizer Autorin.

## Leben
Sie entstammt der vor allem durch den Kaffeehandel bekannt gewordenen Unternehmerfamilie Jacobs. Sie wuchs mit fünf Geschwistern in der Schweiz auf und ging später in den USA und in Berlin zur Schule. Danach absolvierte sie Praktika an der Deutschen Oper Berlin und bei der Zeitschrift Cicero in Potsdam. 
Jacobs schrieb mit 22 ihr erstes Buch Café Heimat (veröffentlicht 2006) über die Geschichte ihrer Familie und schaffte es damit bis auf Platz zwei der Spiegel-Bestsellerliste. Ihr zweites Buch, der Roman Gesellschaftsspiele (2007), spielt in der deutschen Kunstszene. Ihr drittes Buch, Fräulein Jacobs funktioniert nicht, ist autobiographisch und reflektiert ihre Kindheit, geprägt durch eine Schulzeit, die sie als Mensch mit Lernschwäche als sehr bedrückend empfand.
Louise Jacobs lebt mit ihrem Ehemann im Bundesstaat Vermont in den USA.

## Veröffentlichungen
- Café Heimat. Die Geschichte meiner Familie. Ullstein, Berlin 2006, ISBN 978-3-550-07871-2; Taschenbuchausgabe ebd. 2007, ISBN 978-3-548-36969-3.
- Gesellschaftsspiele. Roman. Fahrenheit, München 2009, ISBN 978-3-940813-17-6.
- Fräulein Jacobs funktioniert nicht. Als ich aufhörte, gut zu sein. Knaur, München 2013, ISBN 978-3-426-65523-8; Taschenbuchausgabe ebd. 2014, ISBN 978-3-426-78597-3.
- Louise sucht das Weite. Wie ich loszog, Cowboy zu werden, und zu mir selbst fand. Knaur, München 2016, ISBN 978-3-426-65593-1.